# Нептьюн-авеню (линия Калвер, Ай-эн-ди)
|   |   |   |   |
| · | · | · | · |

|   |   |   |   |
| · | · | · | · |

«Нептьюн-авеню» (англ. Neptune Avenue) — станция Нью-Йоркского метрополитена, расположенная на линии Калвер, Ай-эн-ди. Станция находится в Бруклине, в округе Кони-Айленд, на пересечении Нептун авеню c Западной 6-й улицей. На станции останавливаются маршруты F (круглосуточно) и <F> (в часы пик в пиковом направлении).

Станция представлена единственной островной платформой, и расположена на двухпутном участке линии. Станция эстакадная, была открыта 1 мая 1920 года. Платформа оборудована коричневым навесом, там же расположены поддерживающие его колонны. Название станции написано белым на специальных черных табличках. Станция была закрыта на реконструкцию в период с 2001 по 2004 годы вместе с тремя станциями к югу (до Coney Island — Stillwell Avenue. В замену метрополитена на этом участке было налажено движение челночных автобусов.
Единственный выход со станции расположен в центральной части платформы. С неё две лестницы спускаются в мезонин, где располагается турникетный павильон и зал ожидания. С мезонина лестницы ведут в город, к западным углам перекрёстка Нептун авеню и Западной 6-й улицы.
Первоначально станция была открыта под другим названием — Van Sicklen — в честь семьи, которая владела территорией, на месте которой была станция возведена. Отсюда же ходил автобус до отеля Van Sicklen Hotel. Решение о переименовании станции на Neptune Avenue было принято в 1995 году. 

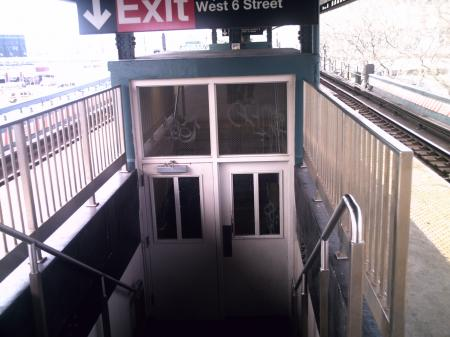
Вход в мезонин с платформы
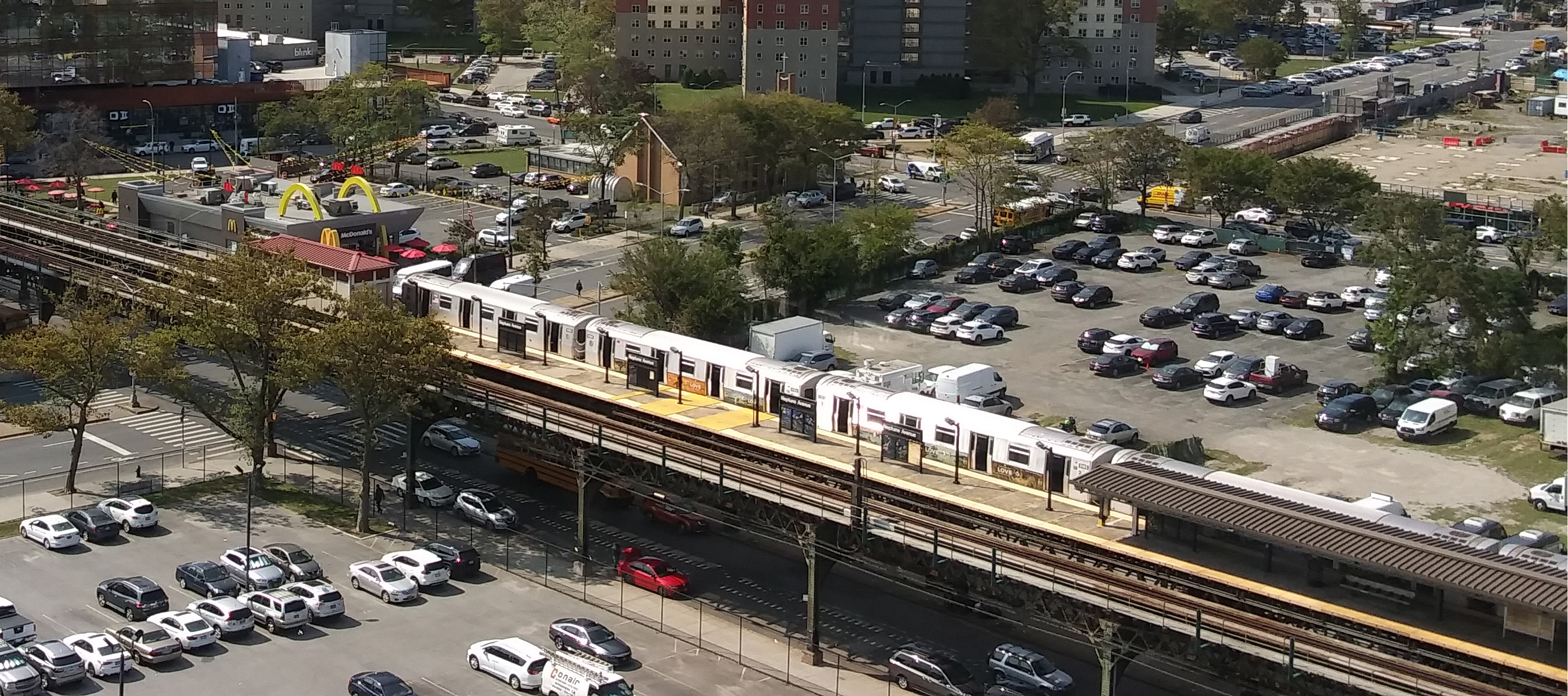
Вид сверху
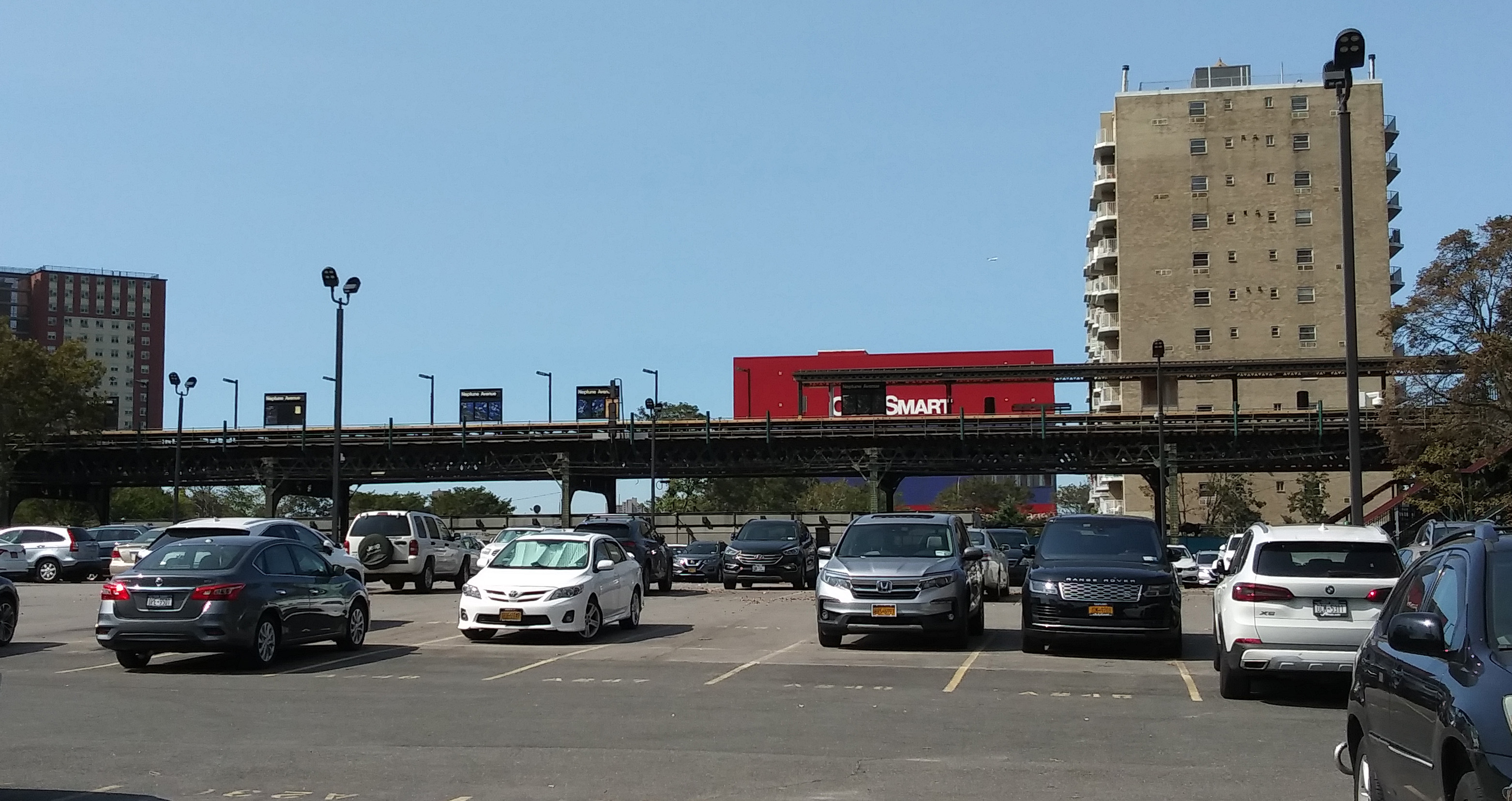
Эстакада станции
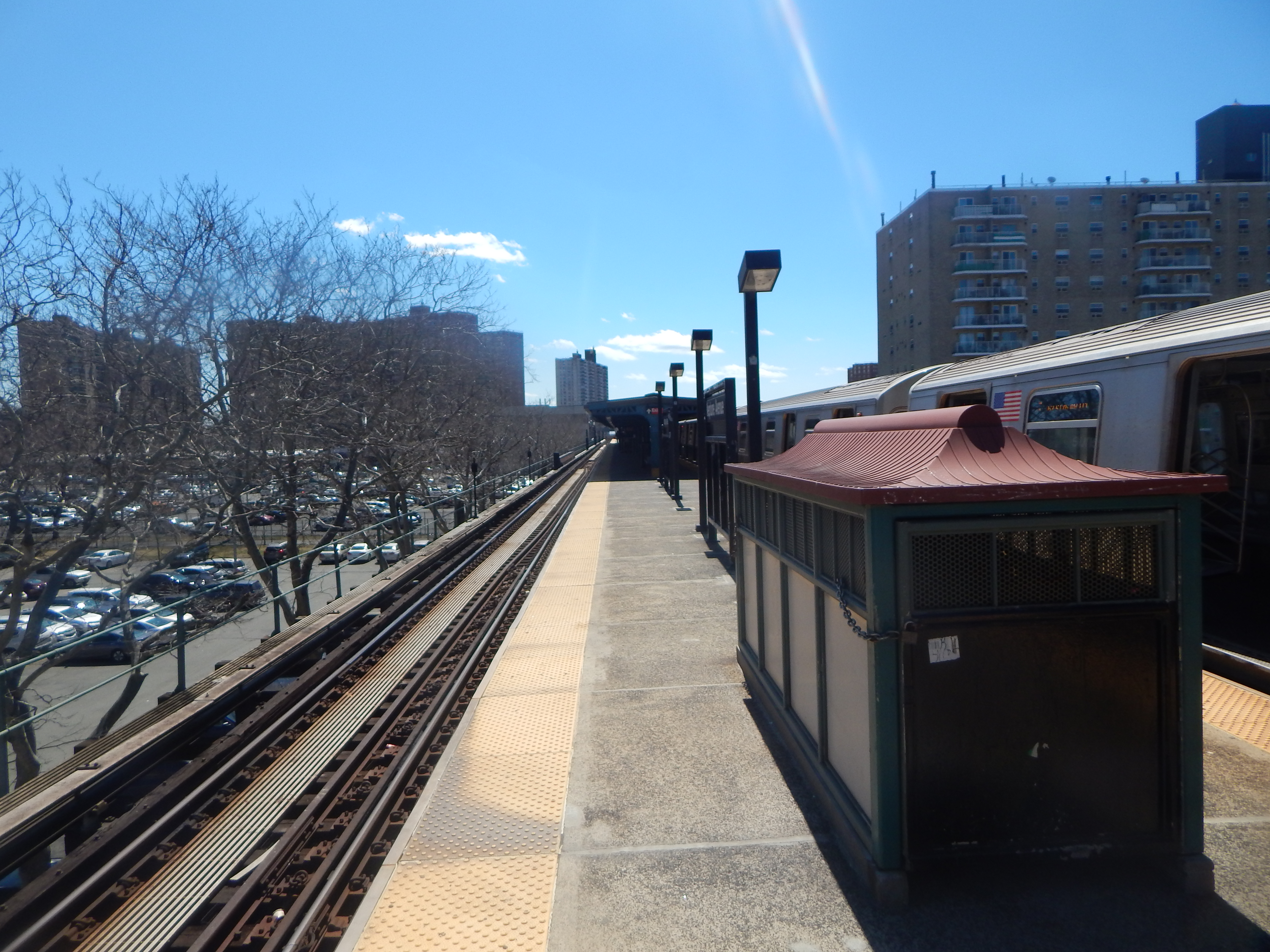
Платформа станции